# Stanley Skewes

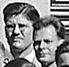
Skewes (trái) tại Zürich vào 1932

Stanley Skewes (/skjuːz/; 1899–1988) là nhà toán học Nam Phi, được biết đến bởi phát hiện số Skewes vào 1933. Ông là một trong những học sinh của John Edensor Littlewood tại đại học Cambridge. Số Skewes cống hiến một phần cho lý thuyết các số nguyên tố.

## Sự nghiệp
Skewes lấy bằng kỹ thuật xây dựng dân dụng từ đại học Cape Town trước khi di cư sang Anh. Ông học toán tại đại học Cambridge rồi lấy bằng tiến sĩ trong toán học vào 1938.
Ông phát hiện ra số Skewes đầu tiên vào 1933. Số Skewes này thường được coi là số Skewes theo Riemann bởi quan hệ của nó  với giả thuyết Riemann cũng như lý thuyết các số nguyên tố. Ông phát hiện ra số Skewes thứ hai vào 1955. Số Skewes thứ hai áp dụng được kể cả khi giả thuyết Riemann sai. Kể từ lần đầu số Skewes được phát hiện, giá trị của số đã được cải tiến rất nhiều từ khi đó.

## Xuất bản
- Skewes, S. (1933). "On the difference π(x) − Li(x) (I)". Journal of the London Mathematical Society. Quyển 8 số 4. tr. 277–283. doi:10.1112/jlms/s1-8.4.277. Lưu trữ ngày 19 tháng 5 năm 2007 tại Wayback Machine
- Skewes, S. (1955). "On the difference π(x) − Li(x) (II)". Proceedings of the London Mathematical Society. Quyển 5 số 17. tr. 48–70. doi:10.1112/plms/s3-5.1.48. Lưu trữ ngày 19 tháng 5 năm 2007 tại Wayback Machine